# Rohoznice, Pardubice
Rohoznice là một làng thuộc huyện Pardubice, vùng Pardubický, Cộng hòa Séc.